# ويليام جون برينان
ويليام جون برينان (بالإنجليزية: William John Brennan)‏ هو كاهن كاثوليكي أسترالي، ولد في 16 فبراير 1938 في سيدني في أستراليا، وتوفي في 31 أغسطس 2013 في رندويك ‏ في أستراليا.